# RK Crvenka
Le Rukometni klub Crvenka (serbe : Рукометни клуб Црвенка) est un club de handball qui se situe à Crvenka en Serbie. 

## Palmarès
Compétitions nationales
- Championnat de Yougoslavie
  - Vainqueur (1) : 1969
  - Deuxième (3) : 1968, 1973, 1979
- Coupe de Yougoslavie
  - Vainqueur (2) : 1967, 1988
  - Finaliste (2) : 1971, 1984

Compétitions internationales
- Coupe des clubs champions
  - demi-finaliste en 1970

## Joueurs célèbres
Parmi les joueurs ayant évolué au club, on trouve :
- Zoran Calić  : 1983 à janvier 1989
- Holpert (de) : de 1977 à 1992
- Zlatko Portner : de 1980 à 1982
- Rolando Pušnik (en) : de 1980 à 1981
- Momir Rnić : de ? à ?
- Dragan Škrbić : de 1980 (formé au club) à 1988
- Zoran Živković : dans les années 1960